# Quartiers de Bordeaux
- Bordeaux Centre
- Bordeaux Maritime
- Bordeaux Sud
- Chartrons - Grand Parc - Jardin Public
- Caudéran
- La Bastide
- Nansouty - Saint-Genès
- Saint Augustin - Tauzin - Alphonse Dupeux

L'article quartiers de Bordeaux présente l'ensemble des subdivisions de la ville française de Bordeaux située dans le département de la Gironde et la région Nouvelle-Aquitaine.
La ville est découpée en huit quartiers officiels, chacun comprenant plusieurs quartiers informels.

## Bordeaux Centre

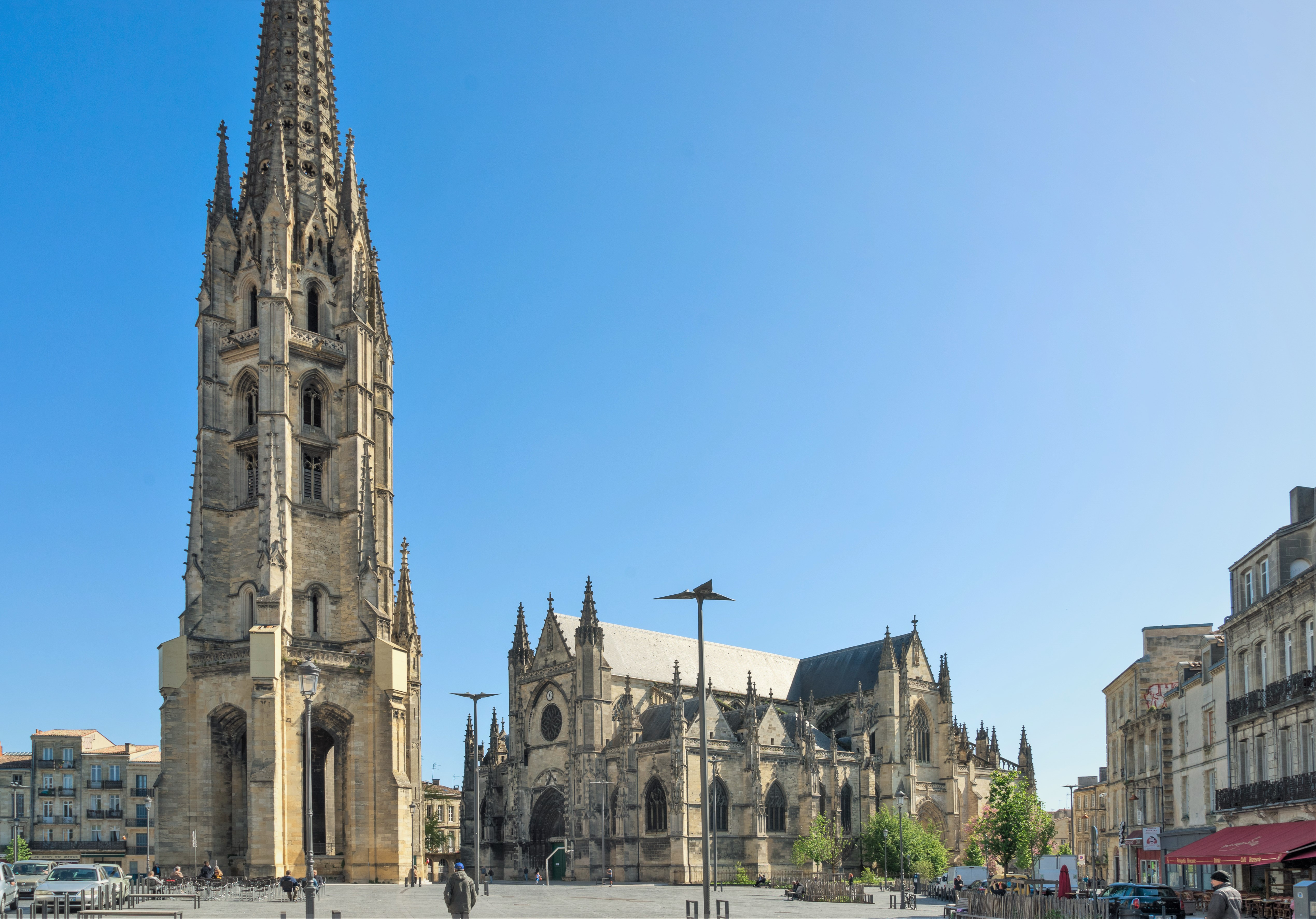
Basilique Saint-Michel.

La vieille ville de Bordeaux est la partie située à l'intérieur des anciens murs de la ville, qui correspondent aujourd'hui aux cours de Verdun, Georges Clemenceau, place Gambetta, cours d'Albret, cours Aristide-Briand, place de la Victoire, et cours de la Marne. À l'est, la vieille ville est délimitée par la Garonne. Au Moyen Âge, deux portes permettaient l'entrée dans la ville : la porte Cailhau et la porte Saint-Éloi, dite de la Grosse Cloche.
Au XVIIIe siècle, l'intendant Tourny décide de ceinturer la ville avec des chemins de promenade plantés d'arbres et ponctués de places ornées de plusieurs portes : la porte Dijeaux (1753), la porte d'Aquitaine (1754), la porte de Bourgogne (1755) et la porte de la Monnaie (1759). Par la suite, Georges Eugène Haussmann, sous-préfet de la Gironde s'inspirera largement du travail de Tourny pour sa transformation de Paris.
Tourny aménage également la face est de la ville, tournée vers le fleuve. L'objectif étant de donner une bonne impression aux voyageurs arrivant du fleuve, la place Royale, future place de la Bourse, est inaugurée en 1755 et la façade des quais est formée sur près de 1,2 km, par un ensemble de maisons uniformes. Enfin, Tourny crée des places (place dauphine devenue Gambetta, place Saint-Julien future place de la Victoire), des promenades publiques (allées de Tourny) et un jardin public afin d'ouvrir la ville aux habitants. On trouve deux grands axes qui traversent la partie historique de la ville : la rue Sainte-Catherine qui coupe la ville du nord au sud et le cours Victor-Hugo, prolongé par le pont de pierre qui coupe la vieille ville d'ouest en est.
La rue Sainte-Catherine, rue piétonnière de près de 1 300 mètres, relie la place de la Comédie (Grand Théâtre) et la place de la Victoire, caractérisée par une activité étudiante importante. Il s'agit de la plus longue rue piétonne d'Europe. La rue Sainte-Catherine et les quartiers situés à l'ouest de celle-ci sont très commerçants. À l'est de la rue, jusqu'aux quais, se situent des quartiers plus résidentiels.
Dans le quart nord-ouest de la vieille ville (quartier des Quinconces et de l'hôtel de ville), se situent des restaurants et des cafés cossus, des établissements bancaires et des prestataires de services financiers, ainsi que des commerces de luxe. C'est dans cette partie nord-ouest que se situe le « Triangle d'or » de Bordeaux. Ce secteur, dont la forme est un triangle presque équilatéral est considéré comme la vitrine du luxe bordelais. En 1789, l'actuel « Triangle d'or » n'était qu'un espace de couvents, mais lors de la Révolution, ces biens du clergé furent réquisitionnés et la ville se trouva en possession de vastes terrains vacants. C'est en 1790 que l'architecte Chalifour proposa un plan de réorganisation du quartier, avec une place centrale, la place des Grands-Hommes et des rues rayonnantes. Les travaux commencèrent en 1792 mais furent interrompus par la Terreur et ne reprirent qu'en 1797. Les rues furent baptisées du nom des grands esprits ayant inspiré la Révolution française (Montesquieu, Rousseau, Voltaire). Le Triangle d'Or bordelais correspond à la réalité sociologique et financière dans cette partie de la ville ou la population bourgeoise est prédominante, mais aussi où les prix de l'immobilier sont les plus élevés. Il est de nos jours formé par le cours Georges-Clemenceau, le cours Xavier-Arnozan, incluant la place des Quinconces, le cours du Chapeau-Rouge et le cours de l'Intendance. Ces cours, rénovés et devenus piétons avec l'arrivée du tramway, permettent d'admirer les façades du XVIIIe et du XIXe siècle de ces bâtiments luxueux.

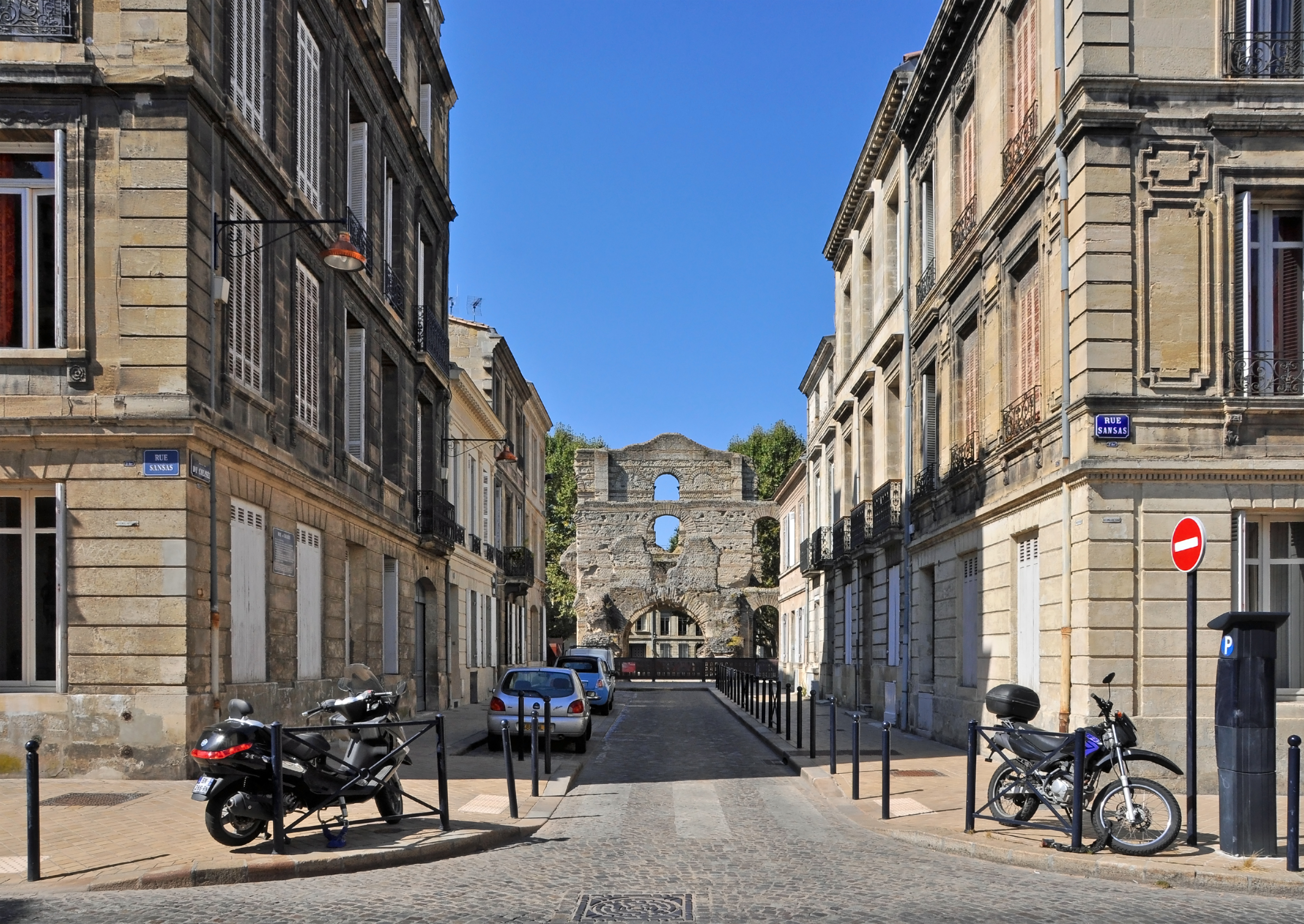
Vue du palais Gallien depuis la rue du Colisée.

Dans la partie nord-est (quartiers Saint-Pierre et Saint-Paul), se trouvent de nombreux restaurants, hôtels et bistros. Au bord de la Garonne se situent les quais, en plein réaménagement depuis l'arrivée du tramway.
À l'ouest de la ville s'élève le quartier Mériadeck. Le quartier doit son nom au prince cardinal de Rohan, Ferdinand Maximilien Mériadec, archevêque de Bordeaux qui y fit construire le palais Rohan en 1771 (qui, en 1835, deviendra l’hôtel de ville) et qui offrit les terres à la ville, alors à l'étroit dans ses limites géographiques héritées du Moyen Âge. C'est un quartier moderne, essentiellement commercial et administratif. Pendant longtemps, cette partie de la ville ne fut qu'un vaste marais bordant la ville. Mais les maladies dues à la présence de ce marais (et notamment la peste) ont conduit au XVIIe siècle à son assèchement.
Au XIXe siècle, des échoppes y sont construites et une population pauvre d'ouvriers et d'artisans s'y installe. Des maisons closes, des cafés et des bals animent ce quartier cosmopolite. En 1955, la municipalité dirigée par Jacques Chaban-Delmas décide la rénovation totale de ce quartier pauvre. Le projet prévoit la construction d'immeubles « barres » typiques de ces années. En 1963, la rénovation devient restructuration et le quartier Mériadeck sera finalement le quartier d'affaires de Bordeaux avec des bâtiments modernes commerciaux et administratifs, ainsi que des équipements sportifs (patinoire). De nombreuses administrations et services sont regroupés dans ces grands bâtiments, dont la hauteur a finalement été limitée, construits autour d'un jardin central. De plus, la circulation automobile et celle des piétons ont été séparées par la construction d'une dalle, l'actuelle esplanade Charles-de-Gaulle. Ce quartier abrite le centre commercial Mériadeck, le siège de Bordeaux Métropole, la préfecture de la région Aquitaine, le conseil général de la Gironde et le siège de la Direction Régionale des Finances Publiques. Ce quartier voulu par Jacques Chaban-Delmas a de nombreux détracteurs, notamment à cause de l'architecture du quartier (typique des années 1960-1970), de la séparation des voitures et des piétons et de l'utilisation massive du béton. Cependant certains bâtiments plus récents (comme la préfecture d'Aquitaine ou l'hôtel de police) tendent à rajeunir l'architecture vieillissante de ce quartier. Mériadeck a permis la construction de bâtiments administratifs et commerciaux à proximité du centre-ville sans dégrader l'architecture historique du vieux Bordeaux.
Les quartiers autour de Mériadeck sont composés de nombreuses échoppes, maisons à un étage typiquement bordelaises. Il est également à quelques pas du centre « officiel », c'est-à-dire de la place Gambetta (où se trouve une borne en pierre d'où partent les numérotations des maisons), ensemble XVIIIe siècle qui tranche avec l'architecture moderne du quartier Mériadeck.
Le quartier Saint-Seurin, du nom de la basilique Saint-Seurin, est situé au nord-ouest et construit autour du palais Gallien et de la place des Martyrs-de-la-Résistance ; c'est un lieu d'habitation aisé. Ce quartier et le quartier des Chartrons accueillent de nombreux consulats.

Quelques monuments célèbres de la Ville
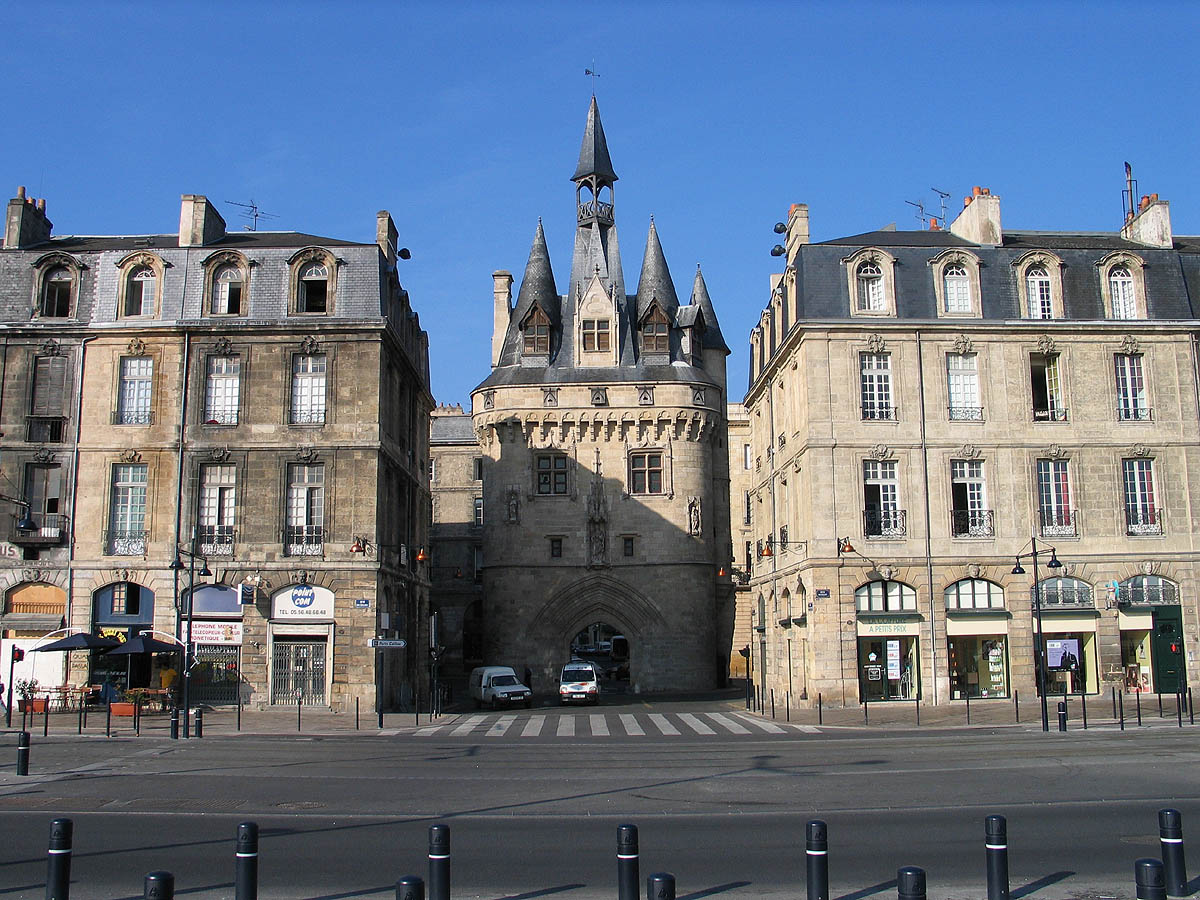
Porte Cailhau.
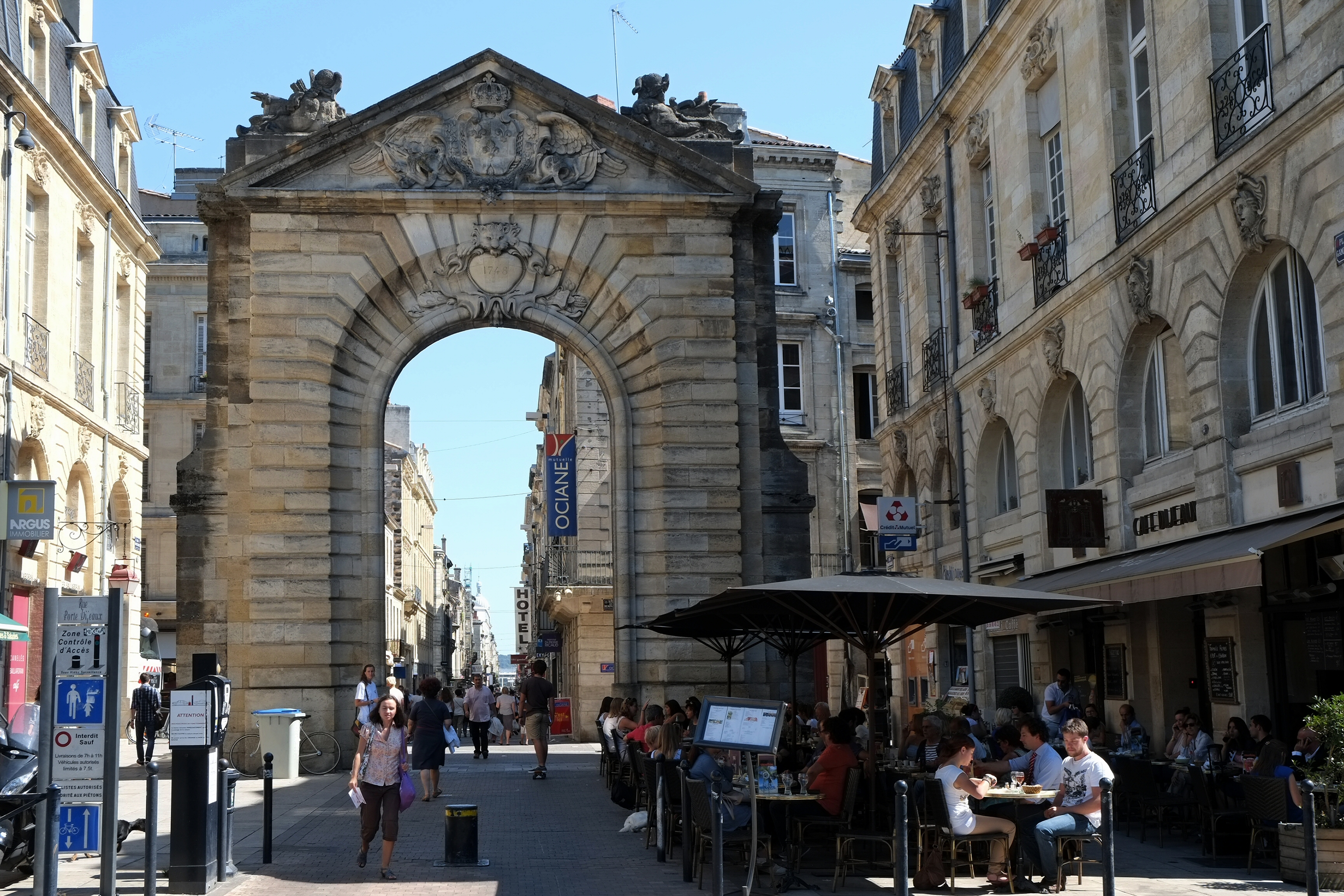
Porte Dijeaux.
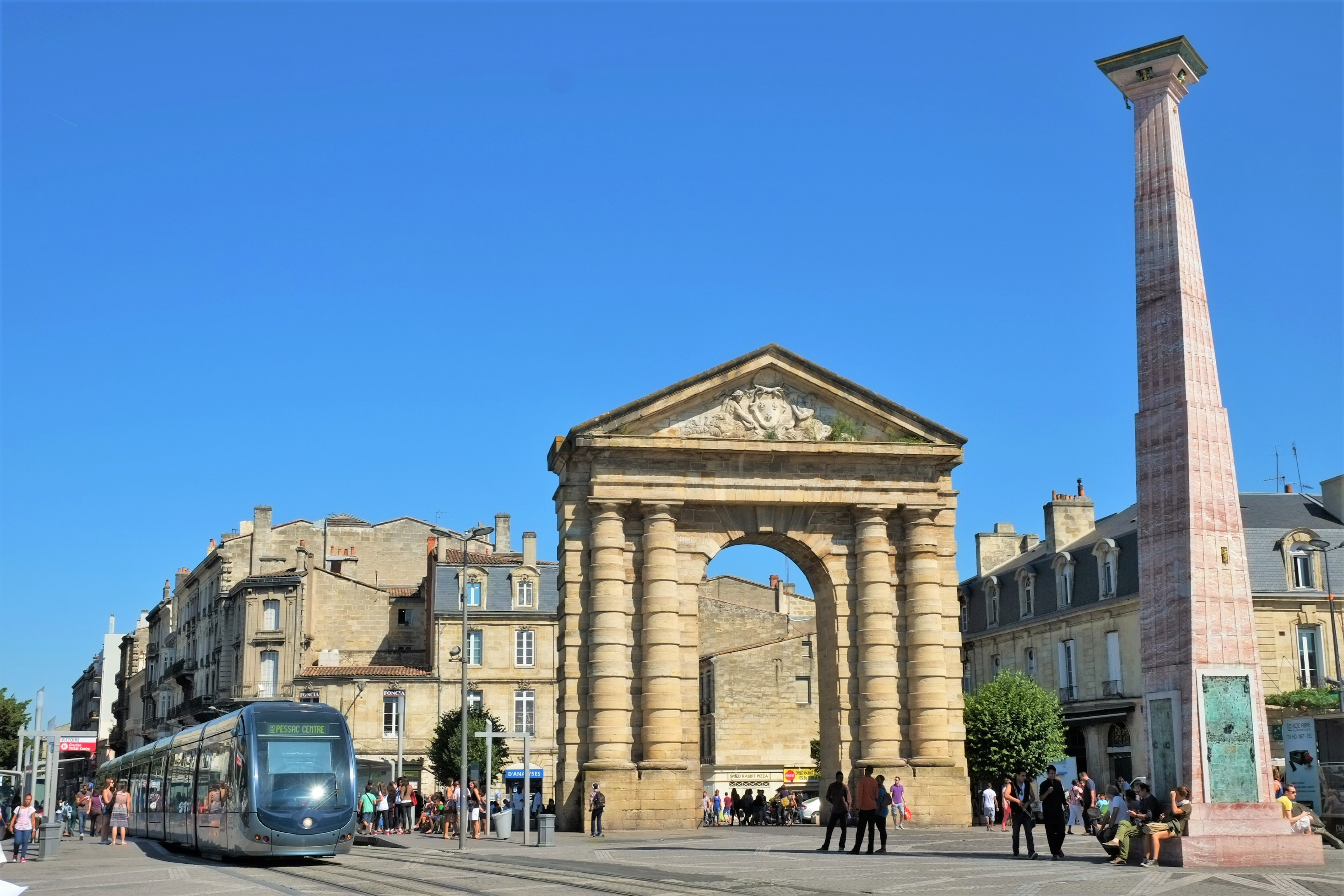
Porte d'Aquitaine et obélisque d'Ivan Theimer place de la Victoire.
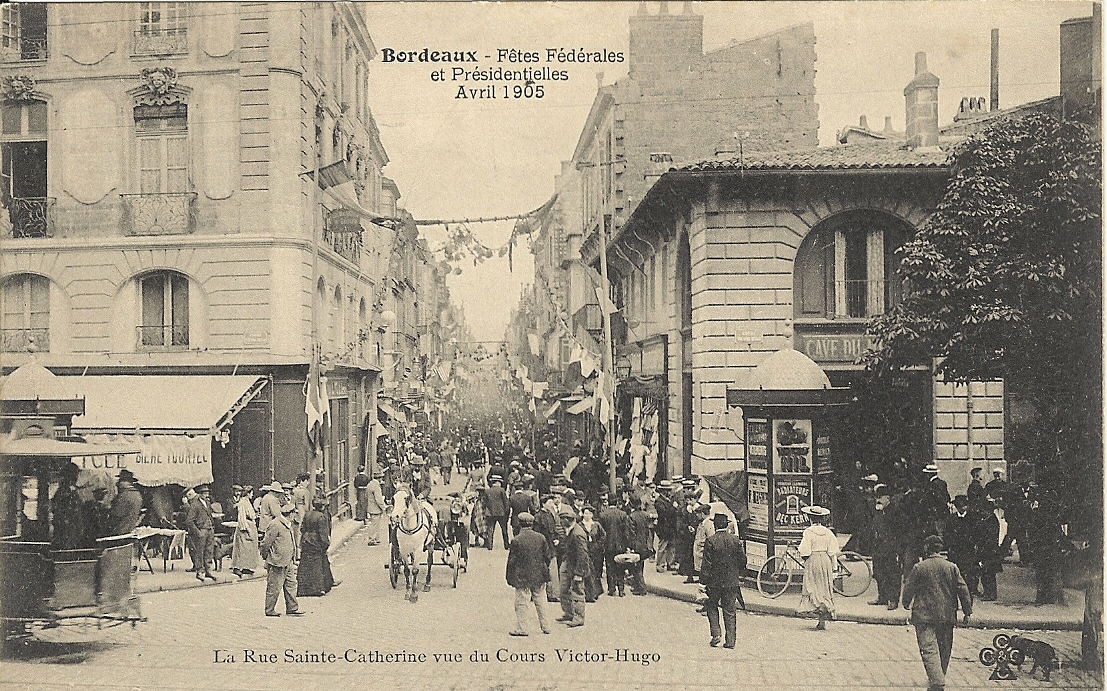
Rue Sainte-Catherine vue depuis le cours Victor-Hugo en 1905.
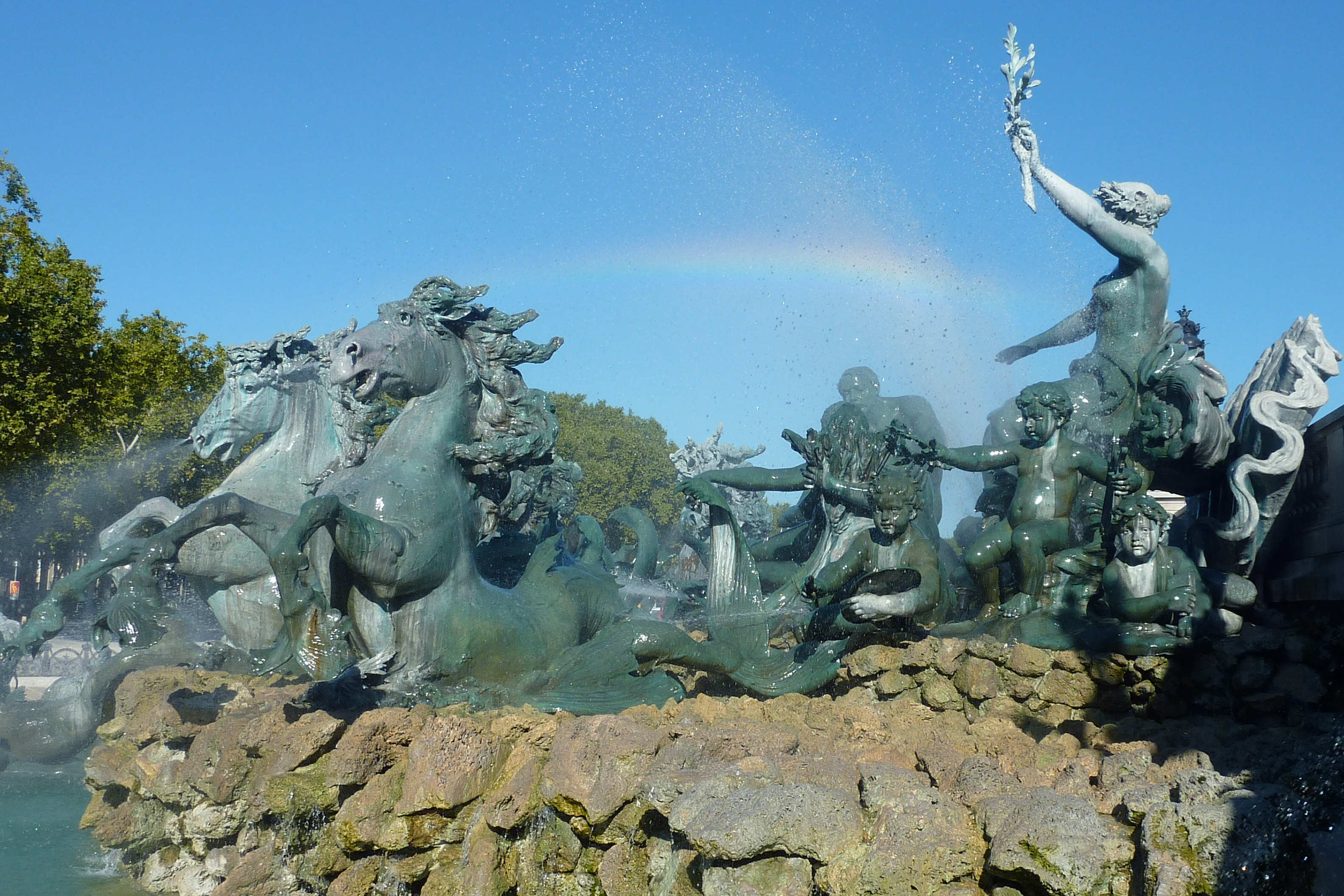
Monument aux Girondins situé place des Quinconces.
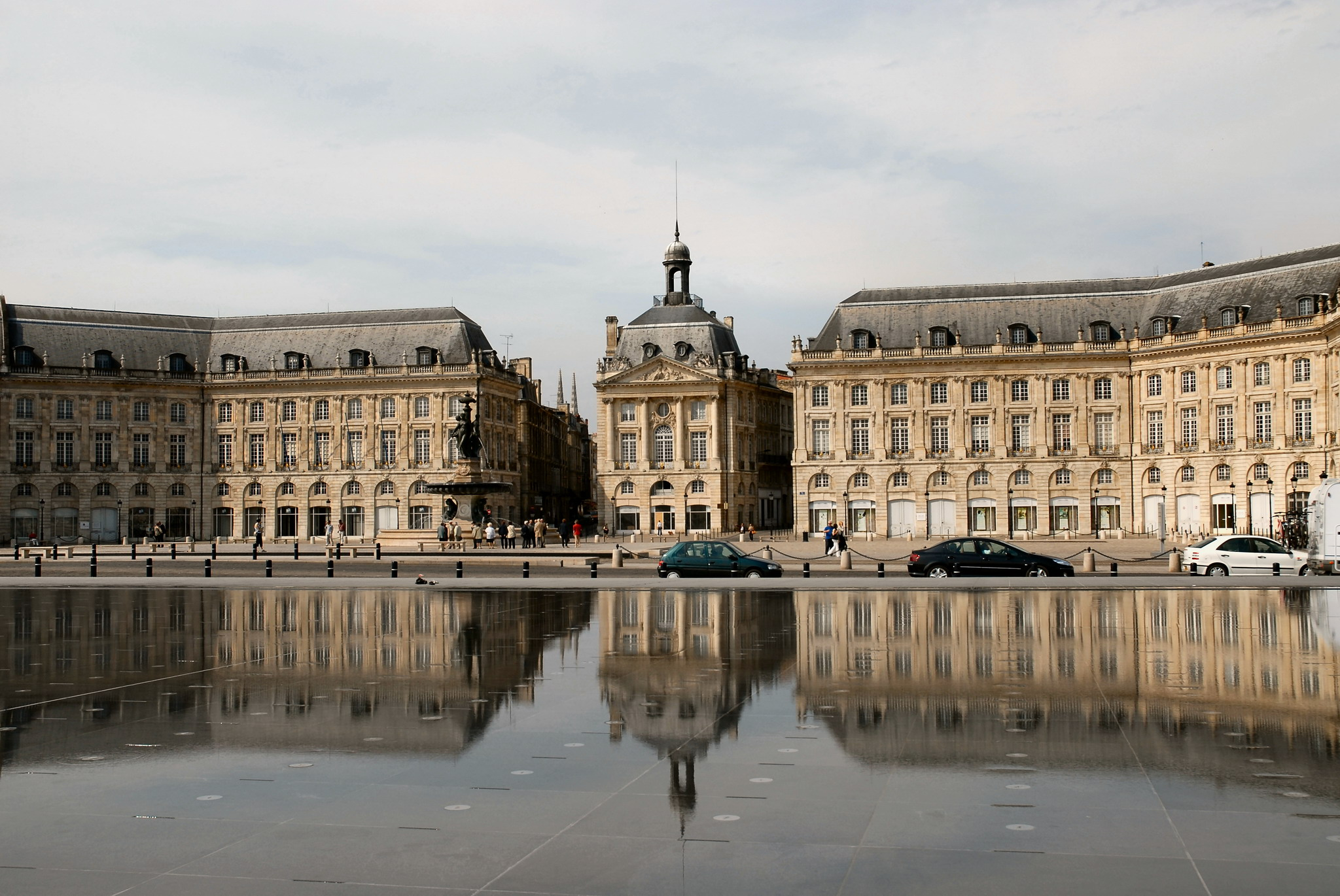
Place de la Bourse et miroir d'eau.

## Bordeaux Maritime

La Cité du vin et les Bassins à flot.

Sur la rive gauche, au nord de la ville se situent les quartiers de Bordeaux-Lac et de Bacalan. La construction du quartier de Bordeaux-Lac fut entreprise par la municipalité dirigée par Jacques Chaban-Delmas, après l'assèchement de marais et la création d'un lac artificiel. Le quartier, dessiné par l'architecte-urbaniste Xavier Arsène-Henry, accueille des tours de logements (actuel quartier Les Aubier-Le Lac), quelques bureaux et des centres commerciaux. Le parc des expositions de Bordeaux y a aussi été construit. Le quartier étant peu attractif et trop excentré, le bilan de la construction est mitigé. C'est dans ce quartier que se situe le pont d'Aquitaine construit avec la rocade à la même époque. L'arrivée du tramway en 2008, l'inauguration du nouveau stade de Bordeaux en 2015 et la construction de l'écoquartier Ginko sur les berges sud-est du lac, entre 2010 et 2023, ont permis de lui donner un nouveau souffle.
Le quartier de Bacalan se situe à proximité des bassins à flot (construits avec du granit rose de l'Aber-Ildut) et de l'ancienne zone portuaire de Bordeaux. Là aussi, l'arrivée du tramway et la restructuration du quartier des Bassins à Flots consécutive à l'inauguration du pont Chaban-Delmas et de la Cité du Vin ont entraîné de nombreux bouleversements dans le quartier (tels que la rénovation de la place Adolphe-Buscaillet) dont la transition avec ce quartier plus au Sud, ayant gagné une identité architecturale, est progressivement remodelée au détriment d'anciens bâtiments industriels et échoppes.De plus, le Grand port maritime de Bordeaux contribue au dynamisme économique du quartier à travers l'implantation de 70 000 m2 dédiés aux commerces, au tertiaire et au nautisme. Enfin, le port de plaisance de Bordeaux a été repensé et développé avec la mise en place de 9 pontons pour accueillir plus de 300 bateaux, voiliers et yacht,,.
Origine du nom « Bacalan » : il vient du nom de la famille de Bacalan, originaire de Sauveterre-de-Guyenne qui, au XVIIe siècle, était une famille protestante ayant compté parmi ses membres un nombre important de parlementaires bordelais ; la version qui attribue l’origine du mot Bacalan à l’adaptation du portugais bacalhau, par référence à l’exploitation de la morue est erronée : il n’y eut jamais de sécheries dans ce quartier et les Portugais n’ont jamais été engagés dans les campagnes bordelaises sur les bancs de Terre-Neuve[réf. nécessaire].

## Bordeaux Sud

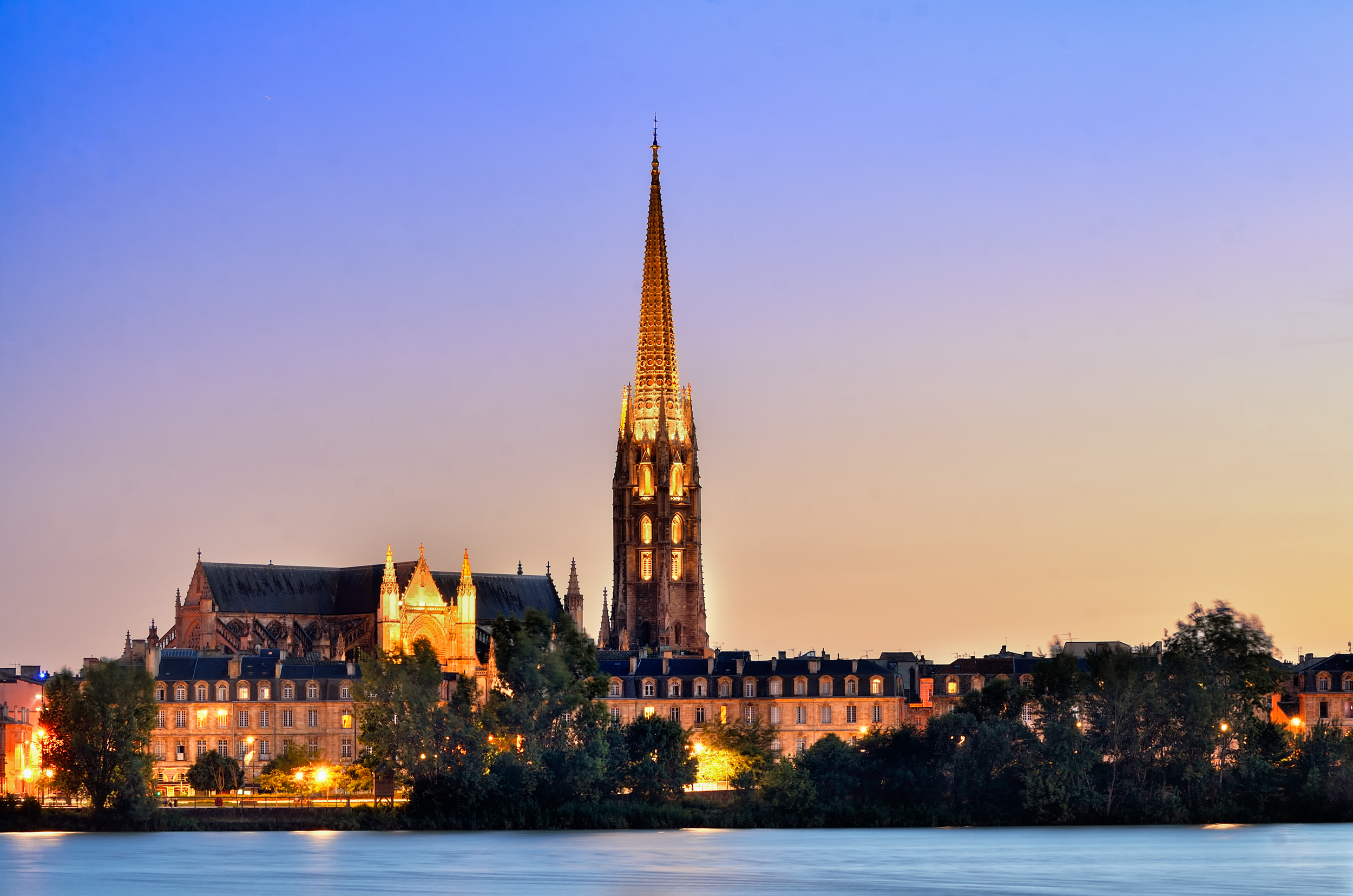
Basilique Saint-Michel vue de la rive droite.

La partie sud-ouest de la vieille ville (autour de la place de la Victoire) se caractérise par la présence de nombreux étudiants. Le quartier est en effet proche d'une partie de l'université de Bordeaux. Il est aussi bien desservi par les transports en commun en direction du domaine universitaire (notamment la ligne B du tramway). Ce quartier est aussi un lieu de résidence de la classe moyenne.
La partie sud-est du centre-ville (autour des Capucins, de Saint-Michel et de Sainte-Croix) est un lieu de résidence des populations aux revenus plus faibles. C'est également dans ce secteur de la ville que se situe la gare Saint-Jean, construite au XIXe siècle. Depuis juin 2007, une partie de la ville, le port de la Lune, a été inscrite par le Comité du patrimoine mondial, désigné par l'assemblée générale de l’UNESCO, sur la Liste du patrimoine mondial.
Saint-Michel est un quartier du centre ancien de Bordeaux construit autour de l'imposante basilique de style gothique du même nom. Le clocher de cet édifice, communément appelé la Flèche, est par ailleurs le monument emblématique du quartier. Saint-Michel est situé sur une hauteur que borde, au sud, les paluds formés par les esteys de l'Eau Bourde, à l'est, la Garonne et au nord, les berges du Peugue (affluent canalisé de la Garonne) avant que celui-ci ne se jette dans le fleuve.
Ce tertre, ne dépassant guère une dizaine de mètres, est appelé Pichadey. Ce nom, qui désigne aussi le gascon argotique parlé par anciens habitants de Saint-Michel, dériverait du mot pujadueir, forme gasconne du latin podiatorium, le monticule. Par rapport aux aménagements contemporains, Saint-Michel se situe au sud du cours Victor-Hugo, entre la porte de Bourgogne, le lycée Montaigne, le marché des Capucins et la porte de la Monnaie. Le quartier est inscrit dans le secteur sauvegardé du patrimoine mondial de l'Unesco.
Le quartier Saint-Jean Belcier est un quartier de Bordeaux qui fait l'objet d'un projet d'urbanisation dans le cadre de l'opération d'intérêt national Bordeaux-Euratlantique, ce qui donne lieu à plusieurs aménagements comme la MECA (Maison de l'économie créative et de la culture) ou le pont Simone-Veil.
Le futur quartier Bordeaux-Euratlantique caractérisé comme une opération d'intérêt national par l’État s'étend sur près de 738 hectares (386 sont sur la ville de Bordeaux), il s'agit dès lors du plus grand projet urbain de France. Sa délimitation, arrêtée en 2010 par décret ministériel, correspond à la zone de redynamisation et d’influence démographique induite par l’arrivée de la LGV Sud Atlantique inauguré en juillet 2017 avec la rénovation de la gare Saint-Jean. Cette opération d'aménagement qui doit faire émerger un nouveau quartier d'affaires au cœur de Bordeaux à l'horizon 2030.
Ce programme d'aménagement s’inscrit dans l'ambition de Bordeaux 2030 qui permettra à la ville de Bordeaux d'être une véritable métropole Européenne avec plusieurs grands équipements. La construction de ce nouveau centre d’affaires est ainsi mené en parallèle avec la transformation de cinq quartiers sur les villes de Bordeaux, Bègles et Floirac tel que le quartier Bègles-Garonne, le quartier Saint-Jean Belcier et le quartier Garonne-Eiffel. Ces deux derniers quartiers se situent sur la ville de Bordeaux. En outre, plusieurs grands équipements sont inhérents à la redynamisation de ces quartiers comme le pont Simone-Veil, la Méca ou encore l'Arkéa Arena.

## Caudéran

Tours A et B de la Cité administrative située dans le quartier Caudéran.

À l'ouest se situe Caudéran. Le nom viendrait du gascon Coy (chauve). Caudéran fut au début du Xe siècle, le surnom héréditaire d'une branche illustre de la famille Duvigneau du domaine de Certes (XVIe siècle) du bassin d'Arcachon. Cette ancienne commune de l'agglomération a fusionné avec Bordeaux en 1965 et constitue maintenant l'un des quartiers de la ville. Cette ancienne banlieue « chic » de Bordeaux est un des quartiers les plus calmes et aisés de la ville. Sa fusion a permis l'extension de Bordeaux vers l'ouest. La cité administrative et le Parc bordelais, un des principaux espaces verts de la ville, se situent dans ce quartier.
Sous l'Ancien Régime, la paroisse de Caudéran, province de Guyenne, était associée à celle du Bouscat. Elle relevait des diocèse, parlement, intendance et élection de Bordeaux, et de la juridiction de Vayres. On y comptait 216 feux en 1709, et 457 au milieu du XVIIIe siècle.
De 1919 à 1947 a existé au 39 avenue de Saint-Amand, à l'emplacement de l'ex-poterie ou faïencerie Caffin active de 1897 à 1900, la faïencerie Céramique d'art de Bordeaux (CAB), créée par Jean Mérillon (Bordeaux, 1851-Ciboure, 1924), petit-fils du faïencier Boyer, créateur en 1765 d'une des premières faïenceries bordelaises - profitant de la fin en 1762 du privilège de la fabrique Hustin - et qui disparut en 1850. Mérillon s'associa à Georges Boubès (adjoint au maire de Bordeaux), Alfred Schÿler (négociant) et Henry Frugès (industriel sucrier), et travailla avec le célèbre Primavera, le premier atelier d'art du Printemps de Paris), créé en 1912 par René Quilleré et son épouse.
La commune fut rattachée à la ville de Bordeaux en 1865 pour construire les boulevards, puis 1965 par le maire Jacques Chaban-Delmas.
Caudéran abrite la cité administrative qui est un ensemble de bureaux destinés à accueillir différents services publics. Premier véritable gratte-ciel de Bordeaux, elle a été dessinée par les architectes Pierre Mathieu et Pierre Calmon. Cet ensemble moderniste est représentatif d'un courant architectural appelé style international, particulièrement en vogue dans les années 1960 et 1970.
L'édifice, conçu pour regrouper des services administratifs jusqu'alors éparpillés dans toute la ville, est envisagé dès 1945 mais ne voit le jour qu'à partir de 1968. Les travaux sont achevés en 1974. Il regroupe environ 5 500 mètres carrés de bureaux, des services médico-sociaux, une cafétéria et une crèche. Les façades sont couvertes de grandes plaques de verre soutenues par des cadres en aluminium, permettant à la lumière de pénétrer en profondeur dans les différentes salles qui composent le bâtiment.
La cité administrative est située en bordure des boulevards qui ceinturent Bordeaux, à l'écart du quartier d'affaires de Mériadeck où se concentrent la plupart des immeubles modernes.

## Chartrons - Grand Parc - Jardin Public

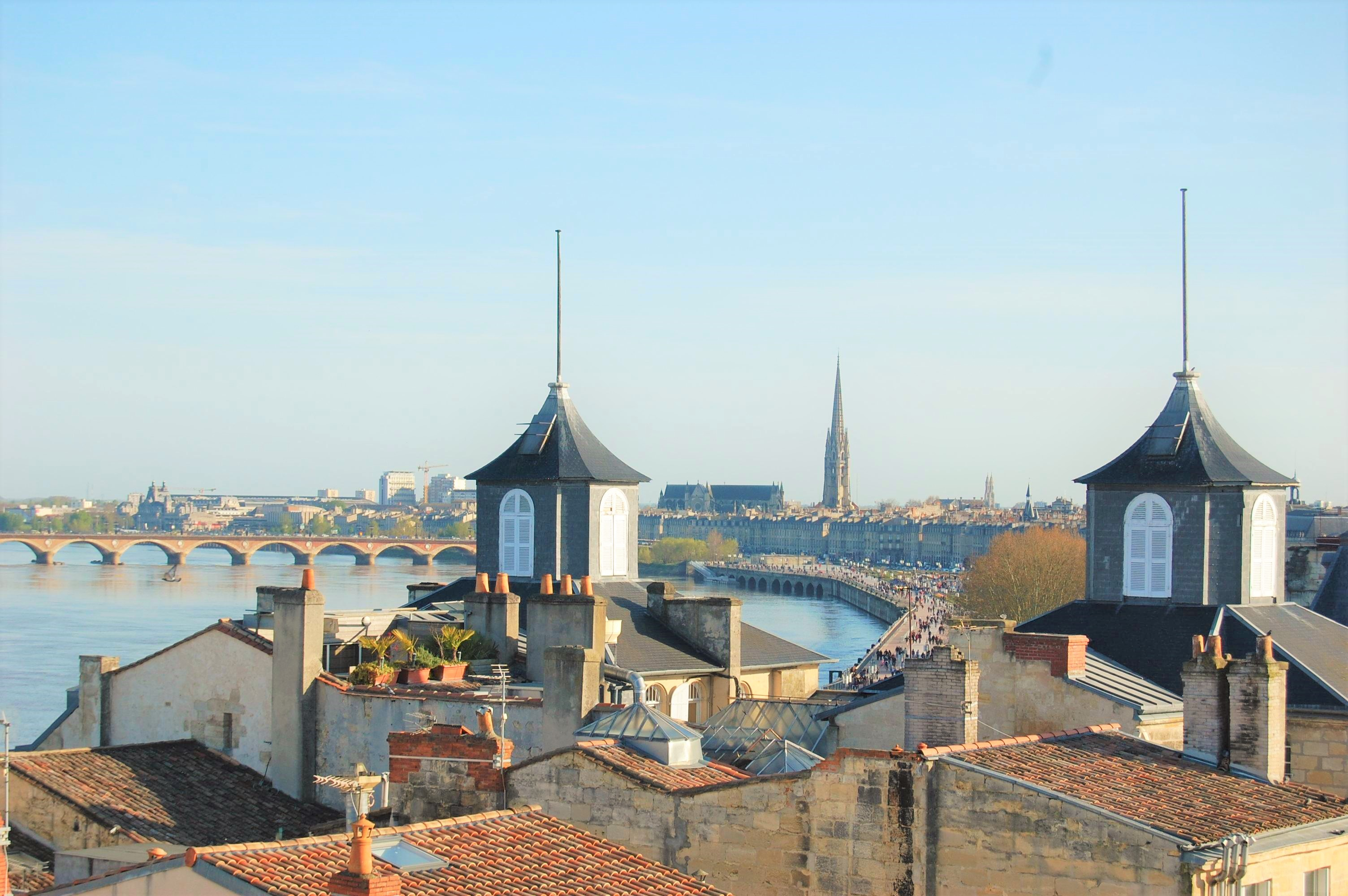
Vue de la basilique Saint-Michel depuis les Chartrons.

À l'extérieur des murs de la ville — les cours actuels — des faubourgs sont apparus. De nos jours, ces faubourgs, compris entre les cours et les boulevards, entourent la vieille ville. Malgré quelques exceptions, le développement de ces quartiers s'est fait de façon semblable. Au nord, le long de la Garonne, se situent les quartiers du « Grand-Parc » et des « Chartrons ». Ces quartiers abritaient de nombreux commerçants en vin.
Le quartier des Chartrons doit soit nom au couvent des Chartreux fondé en 1381, lors de la guerre de Cent Ans par des chartreux du Périgord venus se réfugier dans ce quartier marécageux. L’intendant Tourny, a relié les Chartrons à la ville par une promenade (l'actuel cours Xavier-Arnozan), et une grande allée (l'actuel cours de Verdun), et a fait construire de somptueuses demeures de styles Louis XV et de Louis XVI, par les frères Laclotte, ainsi que le jardin public. La rénovation actuelle des quais du quartier des Chartrons et l'arrivée du tramway B dans ce quartier ont entraîné une augmentation importante du prix de l'immobilier. Jusqu'aux années 1980, les quais des Chartrons étaient le cœur du négoce bordelais de vins ; dans les années 1990, le port de Bordeaux s'étant précédemment déplacé au Verdon, les négociants en vins ont transféré leurs entreprises vers l'extérieur de la ville sur de plus grandes surfaces et dans des locaux plus modernes que ces magnifiques bâtiments du XVIIIe siècle qu'ils occupaient jusqu'alors. C'est à ce moment que ce quartier s'est spécialisé dans l'art sous toutes ses formes, les métiers d'art (ébénistes, restaurateurs, doreurs, sculpteurs sur bois, etc.), les antiquaires, les brocantes, les galeries d'art, le CAPC[Quoi ?], les ateliers d'artiste, etc.
Le quartier du Grand Parc, au nord du quartier Saint-Seurin, quant à lui, est très différent. Bien que compté dans le même quartier administratif, il a pris son essor dans les années 1960 et 1970 avec la réalisation de grands ensembles urbains qui aujourd'hui vieillissent subissant de nombreux travaux de réhabilitation depuis la deuxième moitié des années 2010. Ces rénovations et réhabilitations, notamment des principales barres d'immeubles, de la place de l'Europe au centre du quartier et la réouverture après travaux de la salle des fêtes du Grand Parc, accompagnent des réalisations de vastes projets immobiliers non loin de là, telle ceux autour de la place Ravezies se prolongeant au Nord le long des allées de Boutaut et à l'emplacement de l'ancienne gare de Ravezies dans les limites communales du Bouscat.

## La Bastide

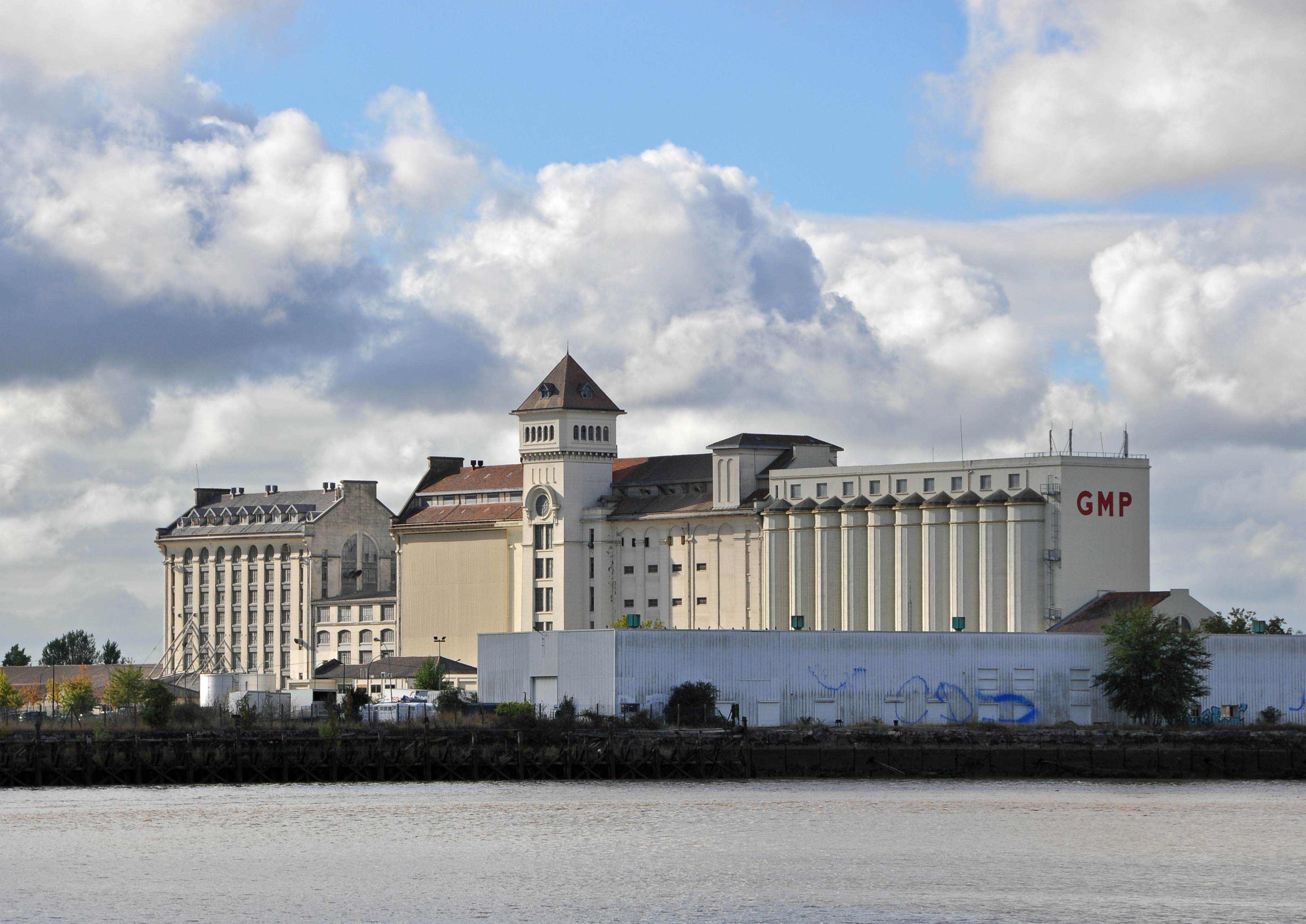
Quartier Bastide : minoterie des Grands Moulins de Paris, quai de Brazza.

La rive droite de la ville s'est longtemps développée loin du regard des urbanistes de la rive gauche, et de manière plus anarchique. Les quartiers de La Bastide et de La Benauge qui composent cette partie de la ville accueillaient une population ouvrière occupée dans les nombreuses industries créées à la fin du XIXe siècle, moteur économique du rattachement de cet ancien quartier de Cenon à Bordeaux en 1865, et qui ont laissé place, après la crise des années 1970, aux friches industrielles polluées et à une population active sans emploi.
La vaste minoterie construite au début des années 1920, devenue vers 1970 une unité à part entière de la compagnie des Grands Moulins de Paris, est un des rares grands sites industriels du début du XXe siècle encore en activité. Cependant, depuis une dizaine d'années, des plans de rénovation de cette partie de la ville ont vu le jour. Des entreprises du tertiaire viennent remplacer les anciennes usines. De nouveaux bâtiments résidentiels sont en phase de réalisation. Un pôle universitaire de gestion a été inauguré en mars 2007 et doit accueillir quelque 3 000 étudiants. L'arrivée du tramway sur la rive droite a également permis de redynamiser une partie de ces quartiers comme la place Stalingrad ou l'avenue Thiers. Aujourd'hui le quartier de la Bastide s'est considérablement orienté vers le futur avec la reconversion de l'ancienne gare d'Orléans en cinéma multiplexe. Le pont Jacques-Chaban-Delmas entre le quartier de Bacalan et le quartier de la Bastide est mis en service en 2013.
Plusieurs quartiers sont en cours de réalisation ou sur le point de voir leurs aménagements démarrés, tels que Bastide-Niel (Construit autour de la caserne l'ancienne caserne éponyme accueillant également dans son périmètre Darwin) qui prévoit la création de 2 500 à 3 000 logements dont 40 % de logements sociaux dont les bâtiments devraient s'élever d'un minimum de huit étages à au maximum de dix ou douze, le but de ce quartier étant de densifier la Bastide et de créer un centre-ville de Rive-Droite, avec ces réalisations, le quartier de la Bastide devraient gagner 12 000 habitants supplémentaires. Le quartier de Brazza prévoit la création de 4 000 logements tandis que d'autres quartiers, tels que Deschamps, le Belvédère ou encore Garonne-Eiffel ont vu leurs premiers travaux démarrer entre 2017 et 2019.
En 2000, le maire, Alain Juppé, lance le projet d’un nouveau quartier avec des logements, un jardin botanique, une université, des écoles, l’école de la fondation Nicolas-Hulot, un cinéma multiplexe (Mégarama), un ponton pour accueillir les bateaux, ainsi que des espaces publics (Parc des Berges). En juin 2005 est inauguré Le Lion de Veilhan, une statue de lion, de couleur bleu clair, de 8 mètres de long et 6 mètres de haut, en matériaux composites, due à Xavier Veilhan, à l’entrée du pont de Pierre, place Stalingrad. Le 16 mars 2013 le pont Jacques-Chaban-Delmas (du nom de l'ancien maire de Bordeaux) est inauguré par le président de la République française François Hollande. Ce pont vient relier les quartiers de Bacalan, sur la rive gauche, et de La Bastide. Les travaux avaient commencé en 2009 .
En une quinzaine d'années, l'arrivée du tramway, ainsi que des programmes de rénovation urbaine importants ont modifié le visage de la Bastide, qui attire de plus en plus de monde : Darwin autour de la rénovation de l'ancienne caserne Niel, le programme Bordeaux-Euratlantique (15 000 nouveaux habitants et autant d'emplois créés par des entreprises qui viendront s'installer), l'implantation des Archives municipales, de sièges régionaux d'entreprises du tertiaire, la présence des locaux du journal Sud Ouest, de TV7 Bordeaux et bientôt du siège Aquitaine de Radio-France, France Bleu Gironde, apportent une nouvelle dynamique tout en conservant les relations de proximité entre les habitants.

## Nansouty - Saint-Genès
Au sud-ouest, le quartier Saint-Genès abrite une population aisée, voire bourgeoise. Enfin, les quartiers sud (Nansouty, Barrière de Toulouse, Saint-Jean, Belcier…) accueillent une population aux revenus plus modestes. La présence de zones industrielles sur les secteurs gare Saint Jean et Belcier avec de nombreuses voies ferrées de la SNCF  sont au cœur du projet Euratlantique et subissent de nombreuses transformations avec notamment la création de nouveaux équipements tandis que de nouveaux quartiers (Armagnac, Brienne, Amédée-Saint-Germain/Les Citernes…) diminuent leur aspect périphérique ; alors que « Nansouty » et « Saint-Genès » avec une forte densité scolaire (laïque et religieux) et un axe routier (cours de la Somme) direct entre les boulevards et la place de la Victoire gardent un cachet qui rend leurs échoppes très prisées. D'une manière générale, que ce soit dans la vieille ville ou dans les anciens faubourgs, la partie sud de Bordeaux accueille une population plus « populaire » que celle des quartiers nord (liés aux commerces et négoce).

## Saint-Augustin - Tauzin - Alphonse Dupeux

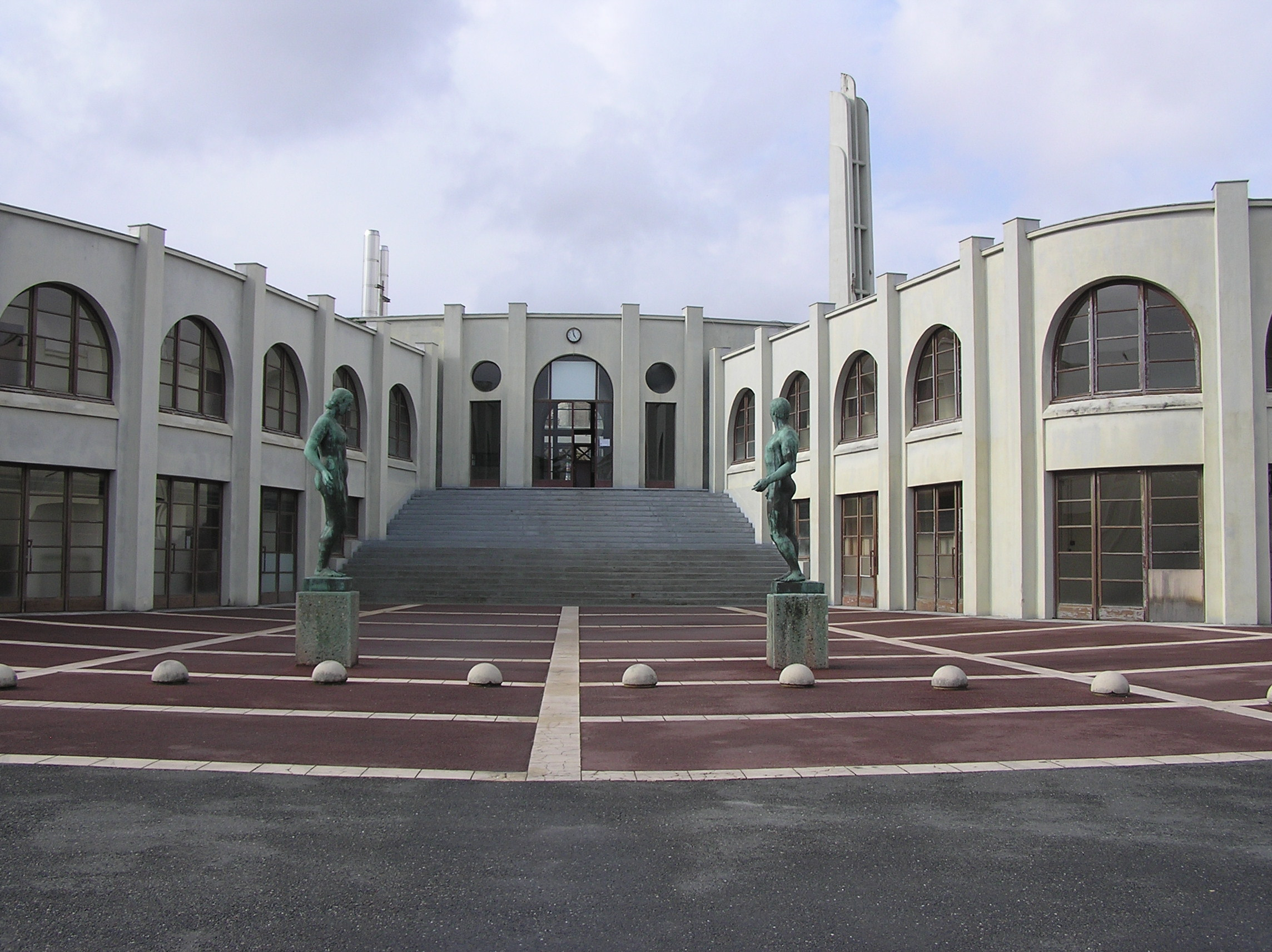
Stade Chaban-Delmas.

Au sud-ouest de la ville, Saint-Augustin accueille une population de la classe moyenne supérieure. On y trouve le stade Chaban-Delmas et le complexe sportif du parc Lescure, l'hôpital Pellegrin (CHU de Bordeaux) et la faculté de médecine (université de Bordeaux). Ce quartier peut être comparé à un village avec sa place principale, son église, ses commerçants de proximité, sa mairie de quartier (rénovée en 2013), son école Flornoy, son collège Emile-Combes.

#### Ouvrages
- Albert Rèche, Naissance et vie des quartiers de Bordeaux : mille ans de vie quotidienne, L'Horizon Chimérique, 1988, 250 p. (ISBN 978-2907202015, lire en ligne)
- Robert Coustet, Le Nouveau Viographe de Bordeaux : Guide historique et monumental des rues de Bordeaux, Mollat, 2009, 564 p. (ISBN 9782358770026)
- Annick Descas, Dictionnaire des rues de Bordeaux, Éditions Sud Ouest, 2008, 717 p. (ISBN 9782879015040), p. 533-534
- Michèle Laruë-Charlus, Portrait de quartiers (2 volumes), 2009
- Pierre Barrère, « Les quartiers de l'agglomération bordelaise », Revue géographique des Pyrénées et du Sud-Ouest, Faubourgs industriels et banlieues, vol. 27, no 3,‎ 1956, p. 269-300 (lire en ligne, consulté le 23 septembre 2017)

#### Documentaires
- Ici Brazza, film documentaire d'Antoine Boutet, 2023, 1h26